# SKYLINE 50th ANNIVERSARY CD
『SKYLINE 50th ANNIVERSARY CD』（スカイライン フィフティース アニバーサリー シーディ）は、2007年7月25日に日産自動車とワーナーミュージック・ジャパンのコラボレーションにより発売された日産・スカイラインCM曲コンピレーション・アルバム。規格品番：WPCR-12601。

## 概要
誕生50周年を迎えた日産・スカイラインのCM曲が14曲・バージョン違いを含めると実質10曲が収録されているコンピレーション・アルバムではあるが、R31・R32・V35型のCM曲は一切収録されていない。

## アートワーク
スカイラインの歴代車種を掲載した豪華32ページ・フルカラー・ブックレットを封入。

## ディスクジャケット
デジパック仕様。

## 収録曲
1. 久石譲 × 麻衣「I will be」
｢幕開け｣渡辺謙/イチロー篇ほか3作品
（2006 - 、V36型）
2. BUZZ「ケンとメリー 〜愛と風のように」
（1972-1977、C110型）
3. スリー・グレイセス・ボーカル・ショップ「愛のスカイライン」
（1970、C10型）
4. 石岡宏・竹本恵子「愛のスカイライン」
5. 財津和夫「スカイラインのテーマ」
（C210型）
6. 安部恭弘「ダブル・イマジネーション」
（R30型）
7. ディープ・パープル「スピード・キング」
（1995 - 、BCNR33型）
8. ステッペンウルフ「ワイルドで行こう! BORN TO BE WILD」[2]
（R33型）
9. ヴァン・ヘイレン「ユー・リアリー・ガット・ミー」
（R34型）
10. 10cc「アイム・ノット・イン・ラヴ」
（1998 - 、R34型）
11. BUZZ「ケンとメリー 〜愛のスカイライン」（フリータイムCMバージョン）
12. BUZZ「ケンとメリー 〜愛のスカイライン」（「追憶」篇）
13. BUZZ「ケンとメリー 〜愛のスカイライン」（「地図のない旅」篇）
14. BUZZ「ケンとメリー 〜愛のスカイライン」（インストゥルメンタル）